# Henri-Joseph-Prosper Péchot
Henri-Joseph-Prosper Péchot, francoski general, * 1886, † 1964.